# Operațiunea "Elefantul invizibil"
Operațiunea “Elefantul invizibil” este un film românesc din 1969 regizat de Ștefan Munteanu.